# Barbara Babcock
Barbara Babcock (ur. 27 lutego 1937 w Fort Riley) – amerykańska aktorka filmowa i telewizyjna; znana m.in. z roli Dorothy Jennings w serialu telewizyjnym Doktor Quinn. Laureatka nagrody Emmy.

## Filmografia

### Filmy
- Rewolwer (1968) jako Angie Warfield
- Uderzaj powoli w bęben (1973) jako właścicielka drużyny
- Miasteczko Salem (1979) jako June Petrie
- Czarny marmur (1980) jako Madeline Whitfield
- Bogowie dyscypliny (1983) jako Abigail St. Croix
- Księżniczka futbolu (1983) jako Judy Maida
- Co było, minęło (1985) jako pani Douglas
- Serce Dixie (1989) jako Coralee Claibourne
- Szczęśliwi razem (1989) jako Ruth Carpenter
- Za horyzontem (1992) jako Nora Christie
- Instynkt macierzyński (1996) jako pani Mitchell
- Ukochana z dzieciństwa (1997) jako Rose Carlson
- Przysięga małżeńska (1999) jako Ellen Brighton
- Kosmiczni kowboje (2000) jako Barbara Corvin
- Kevin sam w domu 4 (2002) jako Molly

### Seriale telewizyjne
- Star Trek (1966-1969) jako Mea 3/Philana (gościnnie; 1967 i 1968)
- Ulice San Francisco (1972–1977) jako Judy Tyrell (gościnnie; 1975)
- Starsky i Hutch (1975–1979) jako Ellen Forbes (gościnnie; 1976)
- Quincy (1976–1983) jako Melissa Asten (gościnnie; 1977)
- Dallas (1978-1991) jako Liz Craig (w odc. z lat 1978–1982)
- Posterunek przy Hill Street (1981–1987) jako Grace Gardner (pojawiła się w 16 odcinkach)
- Detektyw Remington Steele (1982–1987) jako Marisa Peters (gościnnie; 1987)
- Zdrówko (1982-1993) jako Lana Marshall (gościnnie; 1983)
- Alfred Hitchcock przedstawia (1985–1989) jako Cissie Enright (gościnnie; 1987)
- Napisała: Morderstwo (1984−1996) jako Carol Collins/Meredith Delaney/Rosemary Taylor/Rosaline Gardner/Priscilla Daniels (pięć różnych ról w pięciu odcinkach)
- Złotka (1985–1992) jako Charmaine Hollingsworth (gościnnie; 1990)
- Skrzydła (1990-1997) jako Mae Hackett (gościnnie; 1991)
- Frasier (1993−2004) jako Penelope Janvier (gościnnie; 2001)
- Doktor Quinn (1993–1998) jako Dorothy Jennings
- Szpital Dobrej Nadziei (1994−2000) jako Beverly Kronk (gościnnie; 1998)
- Kameleon (1996–2000) jako Edna Raines (gościnnie; 2000)
- Pasadena (2001) jako Lillian Greeley
- Potyczki Amy (1999–2005) jako Diane McCarty (gościnnie; 2002 i 2004)